# Phyllidia
Phyllidia es un género de babosas de mar sin caparazón, del orden Nudibranchia, familia Phyllidiidae.

## Especies
El Registro Mundial de Especies Marinas acepta las siguientes especies válidas en el género:
- Phyllidia alyta  Yonow, 1996
- Phyllidia babai  Brunckhorst, 1993
- Phyllidia carlsonhoffi  Brunckhorst, 1993
- Phyllidia coelestis  Bergh, 1905
- Phyllidia elegans  Bergh, 1869
- Phyllidia exquisita  Brunckhorst, 1993
- Phyllidia flava  Aradas, 1847
- Phyllidia goslineri  Brunckhorst, 1993
- Phyllidia guamensis (Brunckhorst, 1993)
- Phyllidia haegeli (Fahrner & Beck, 2000)
- Phyllidia koehleri  Perrone, 2000
- Phyllidia larryi (Brunckhorst, 1993)
- Phyllidia madangensis  Brunckhorst, 1993
- Phyllidia marindica (Yonow & Hayward, 1991)
- Phyllidia multituberculata C. R. Boettger, 1918
- Phyllidia ocellata  Cuvier, 1804
- Phyllidia orstomi  Valdés, 2001
- Phyllidia picta Pruvot-Fol, 1957
- Phyllidia polkadotsa  Brunckhorst, 1993
- Phyllidia rueppelii (Bergh, 1869)
- Phyllidia scottjohnsoni  Brunckhorst, 1993
- Phyllidia tula  Marcus & Marcus, 1970
- Phyllidia varicosa  Lamarck, 1801
- Phyllidia willani  Brunckhorst, 1993
- Phyllidia zebrina  Baba, 1976

## Galería

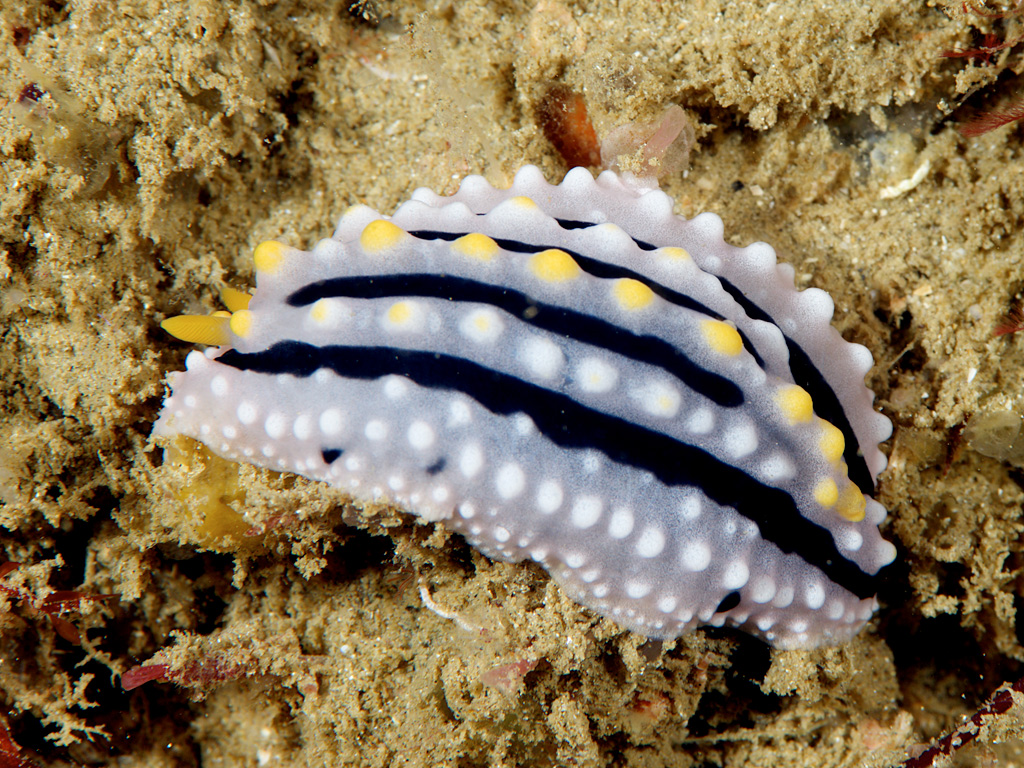
Phyllidia alyta
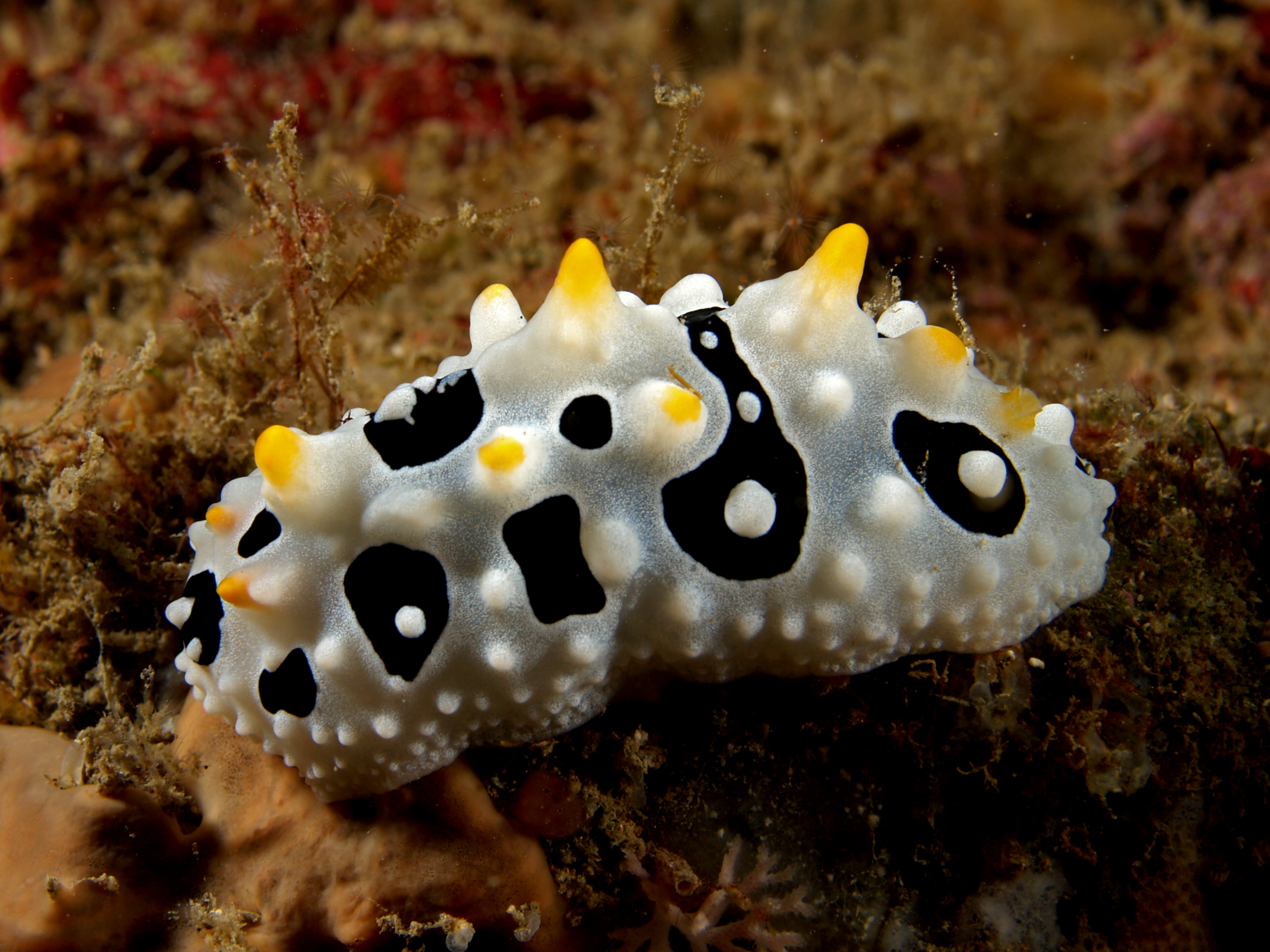
Phyllidia babai
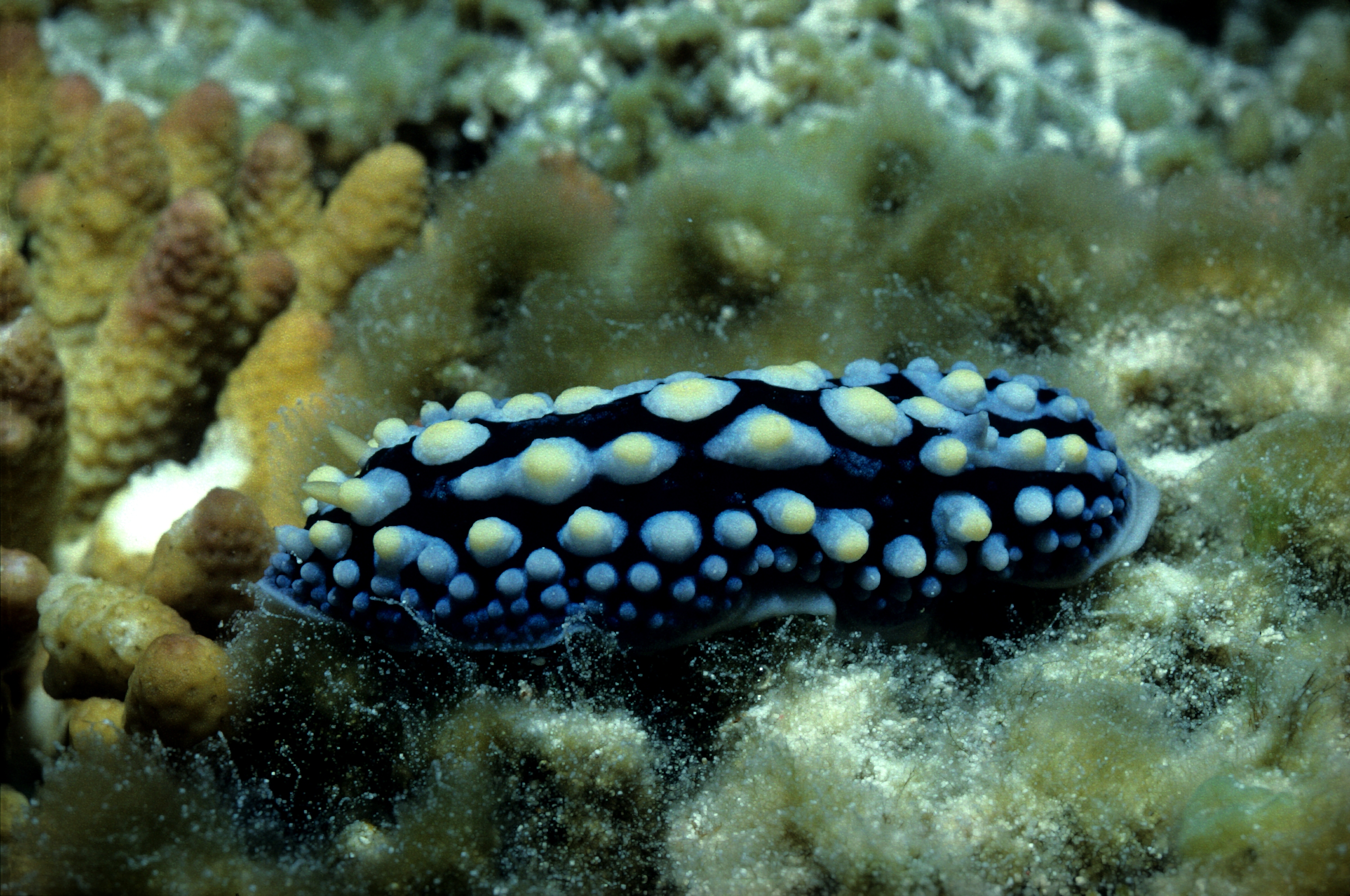
Phyllidia carlsonhoffi
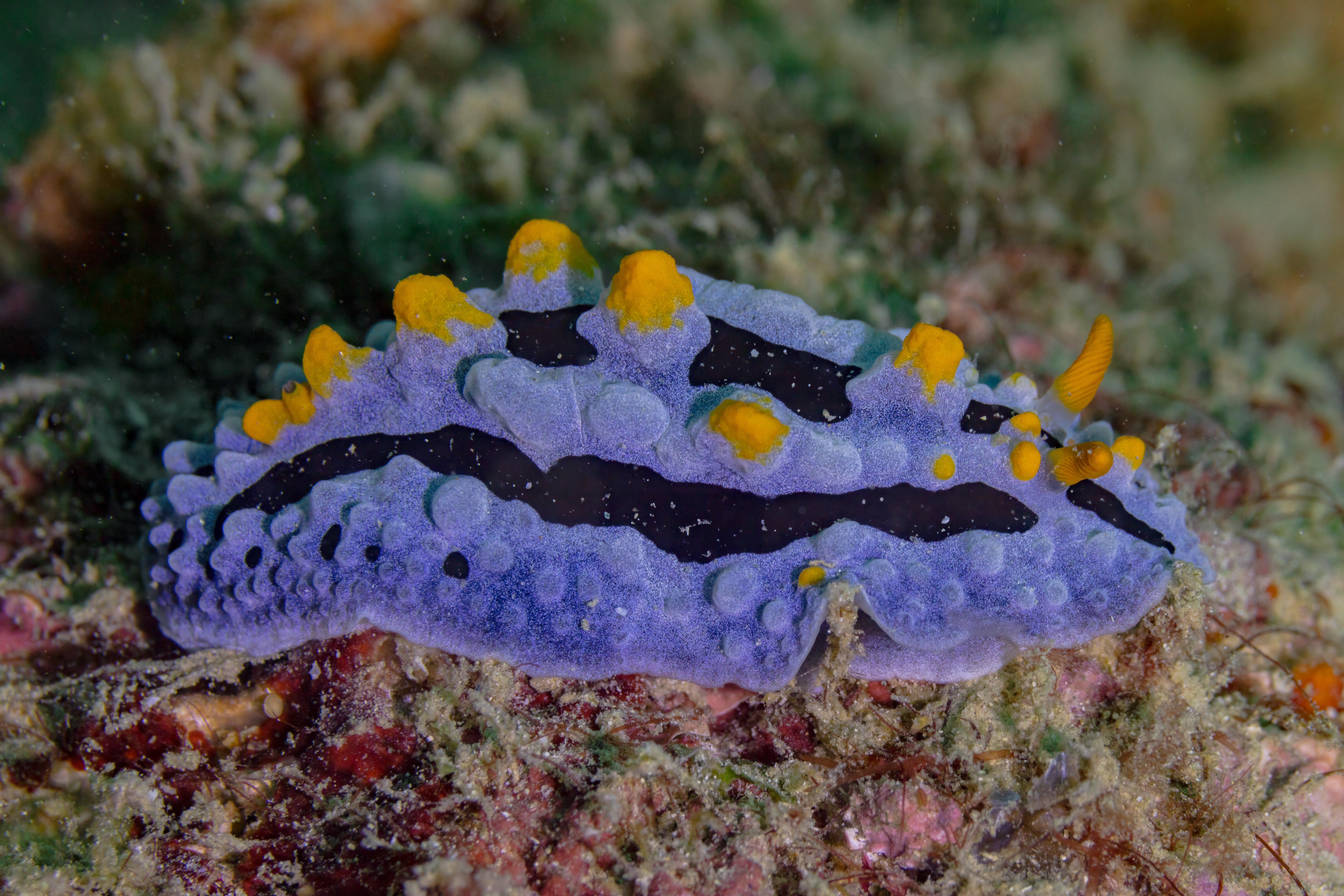
Phyllidia coelestis
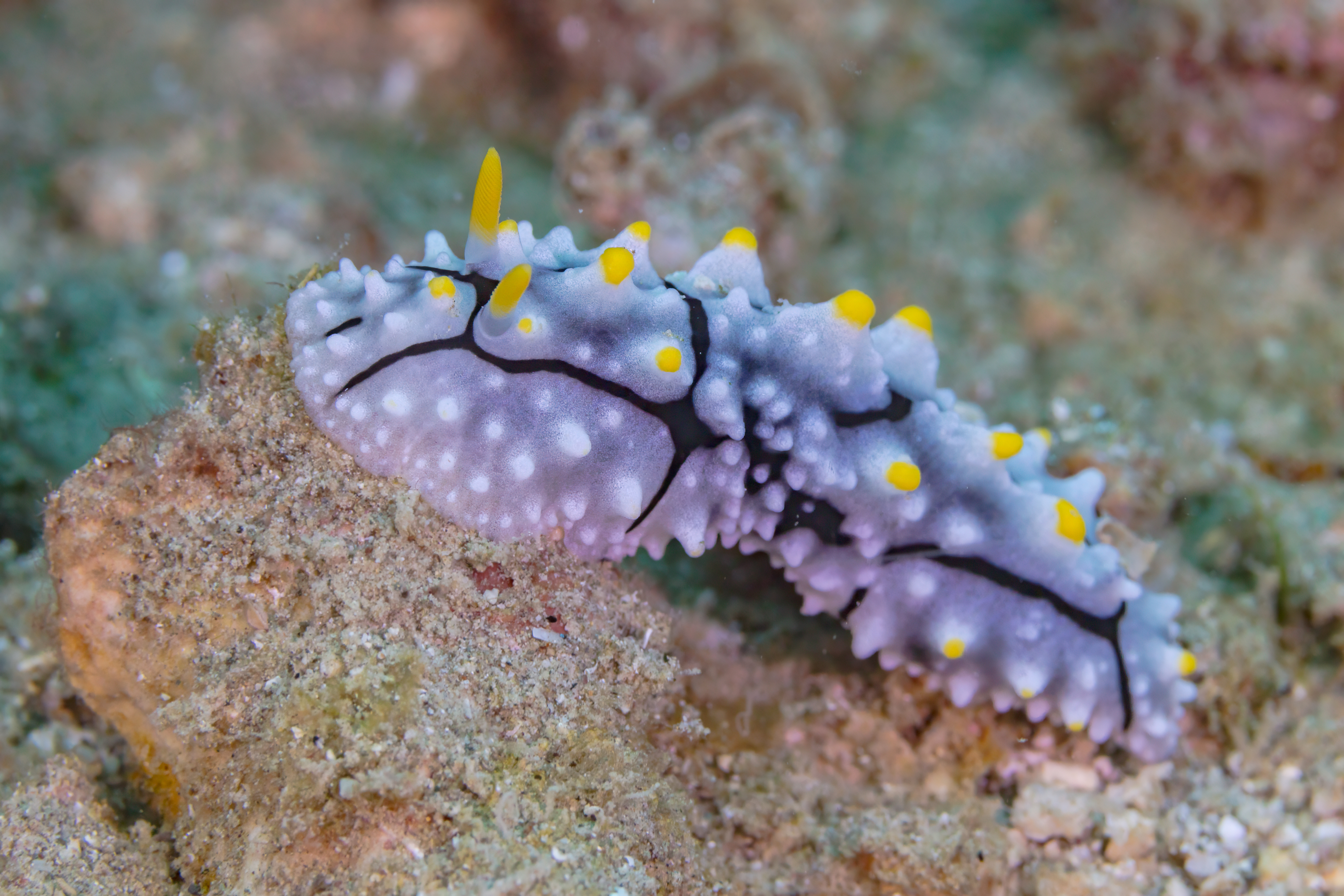
Phyllidia elegans
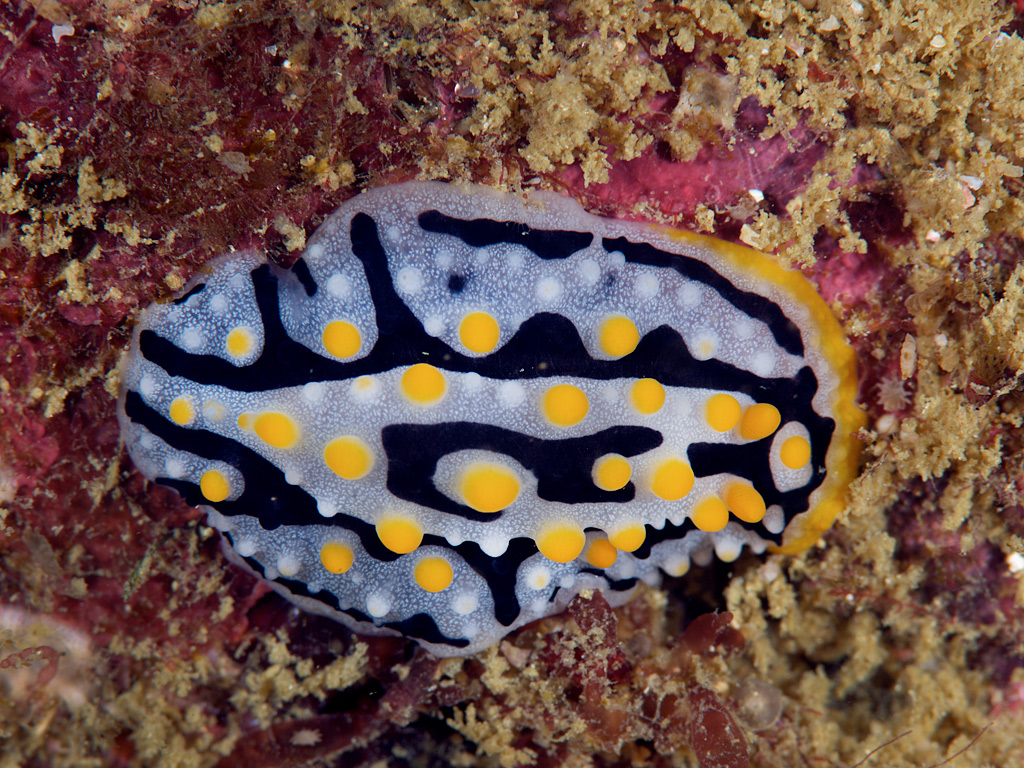
Phyllidia exquisita
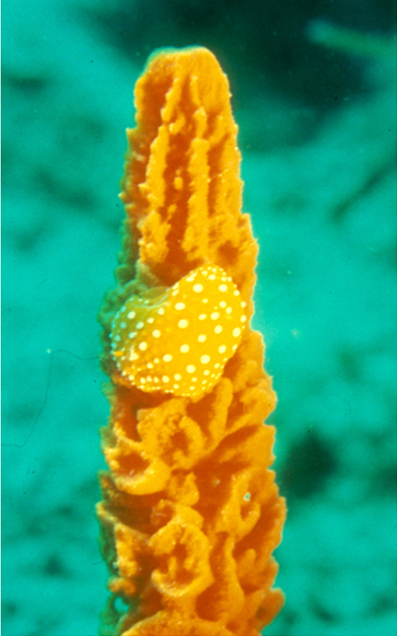
Phyllidia flava
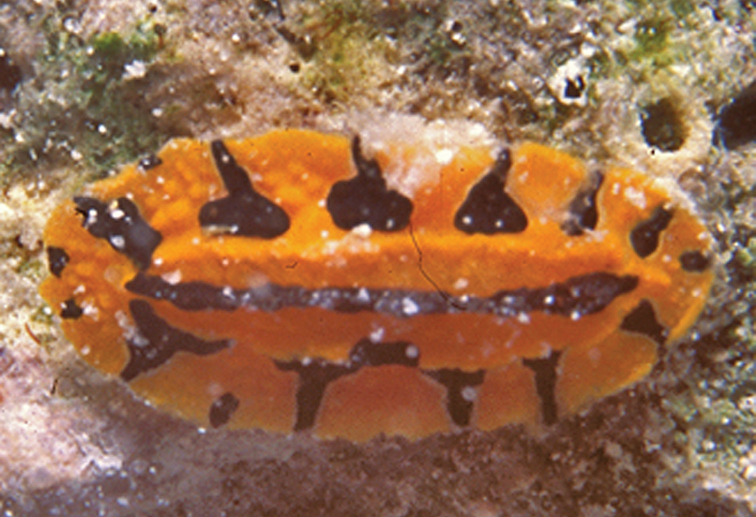
Phyllidia koehleri
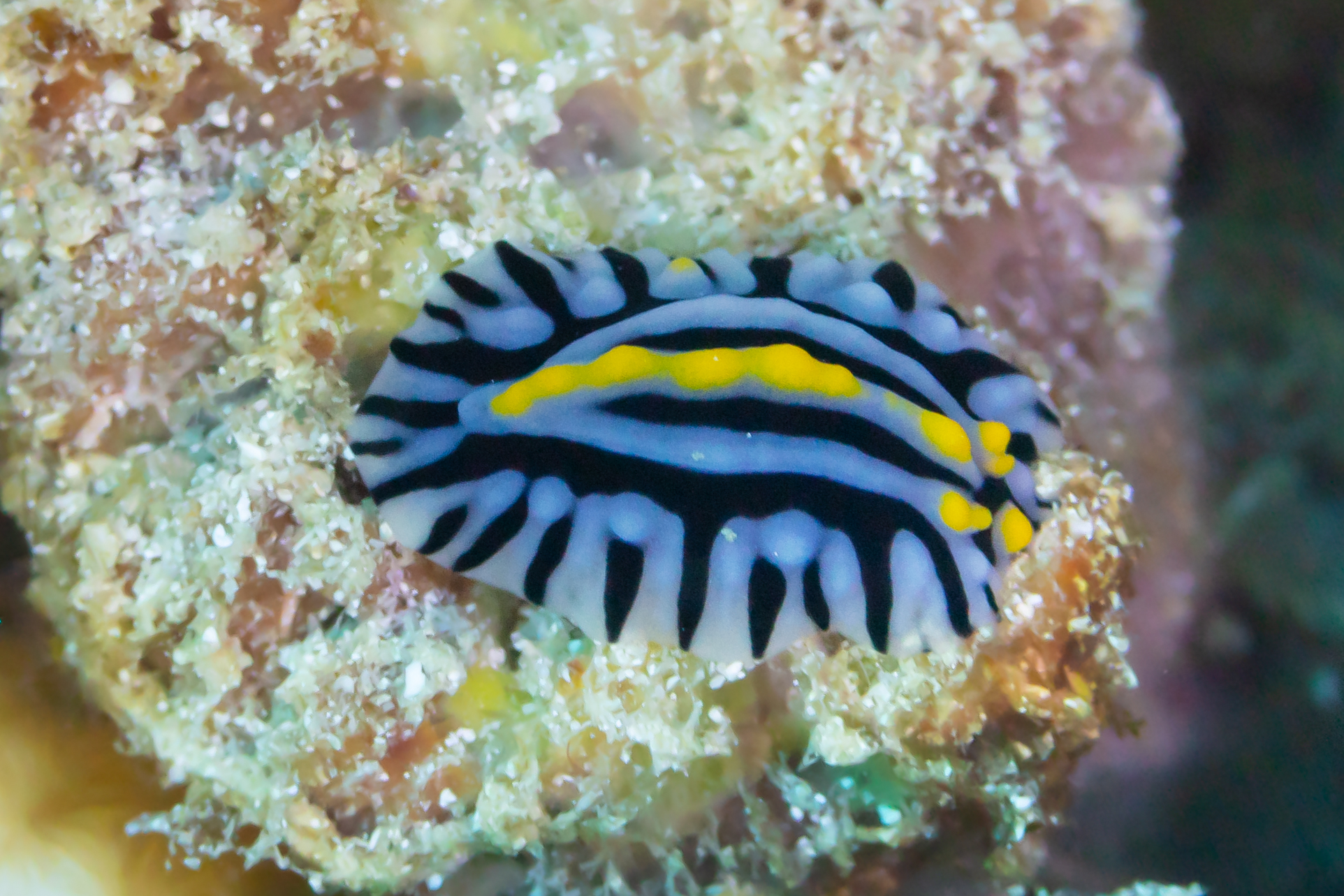
Phyllidia marindica
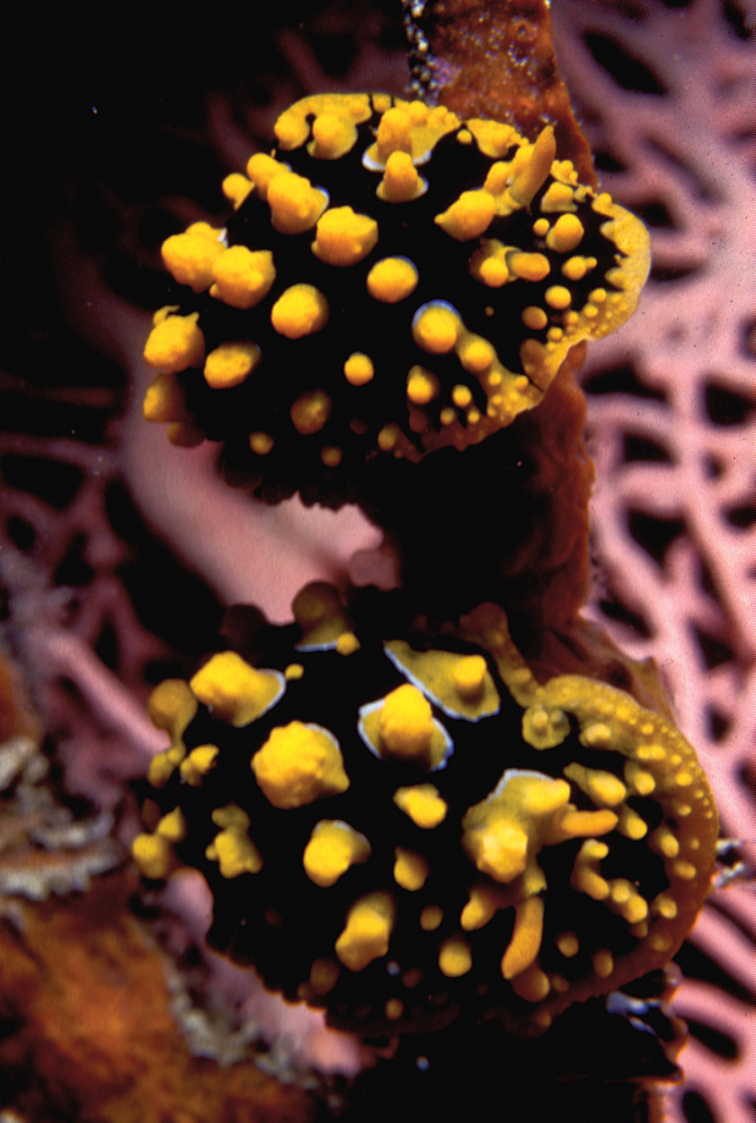
Phyllidia multituberculata
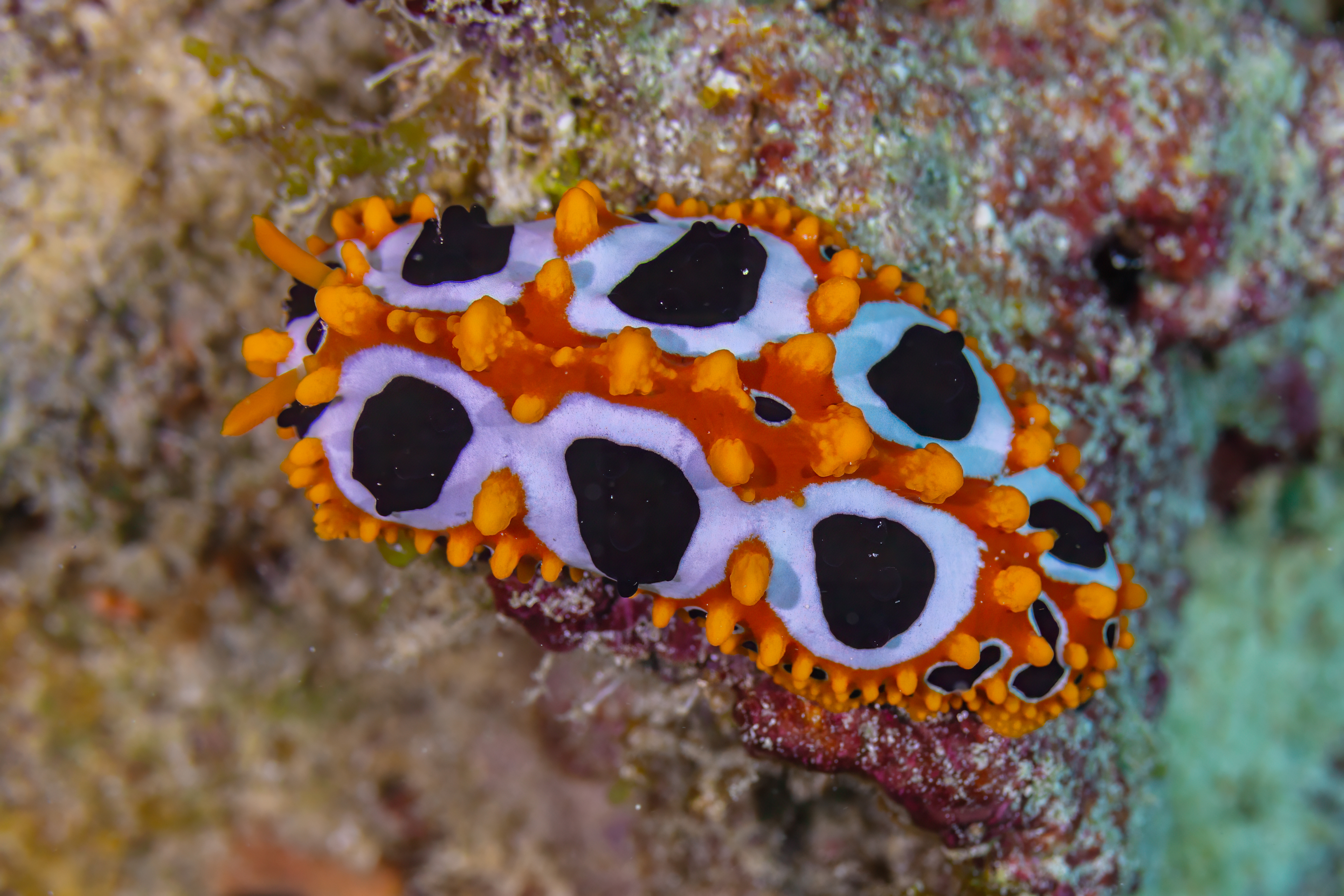
Phyllidia ocellata
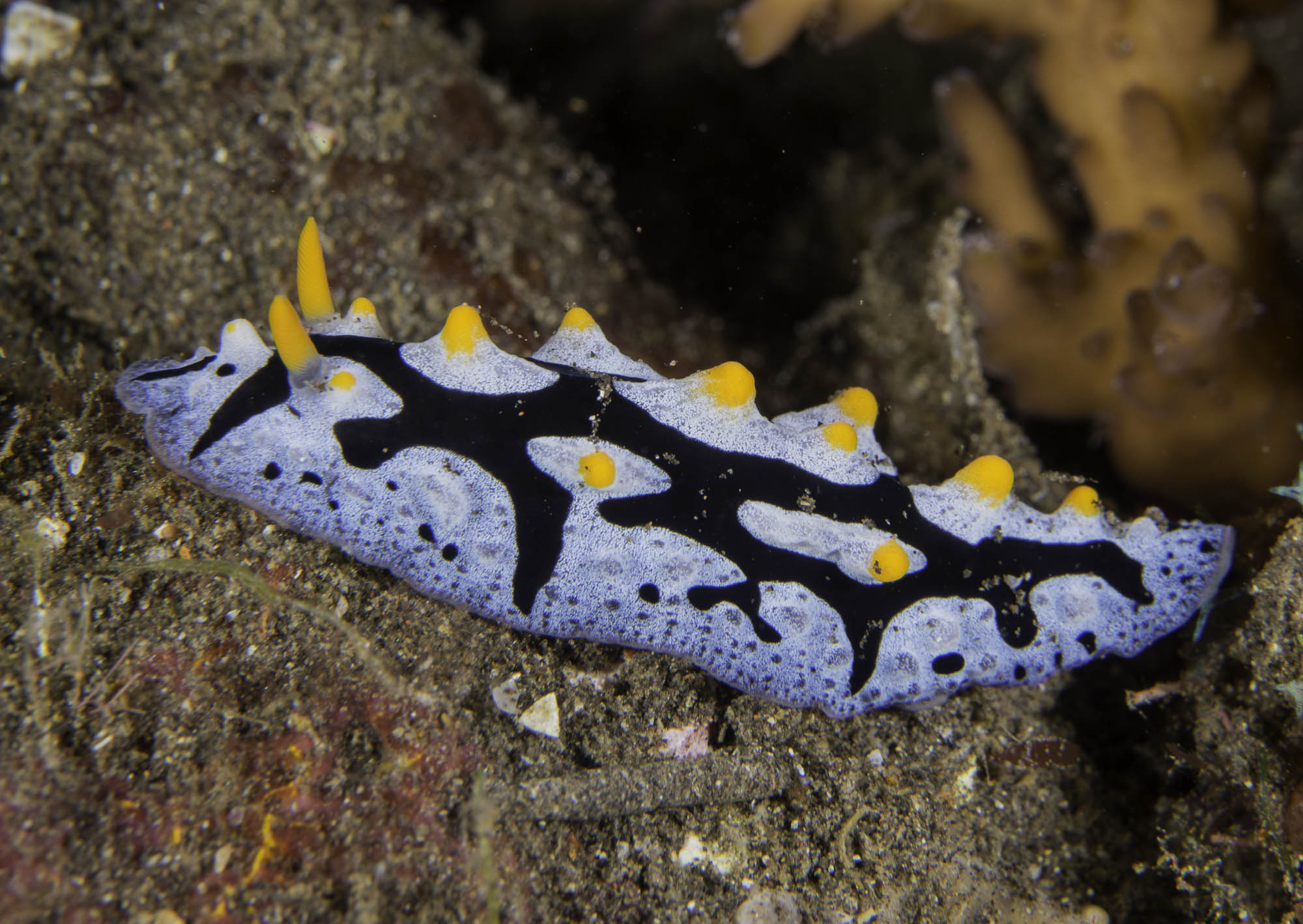
Phyllidia picta
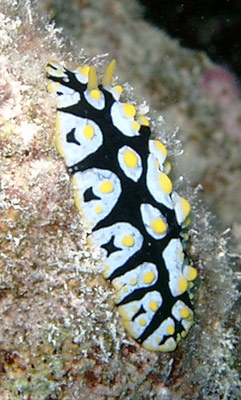
Phyllidia rueppelii
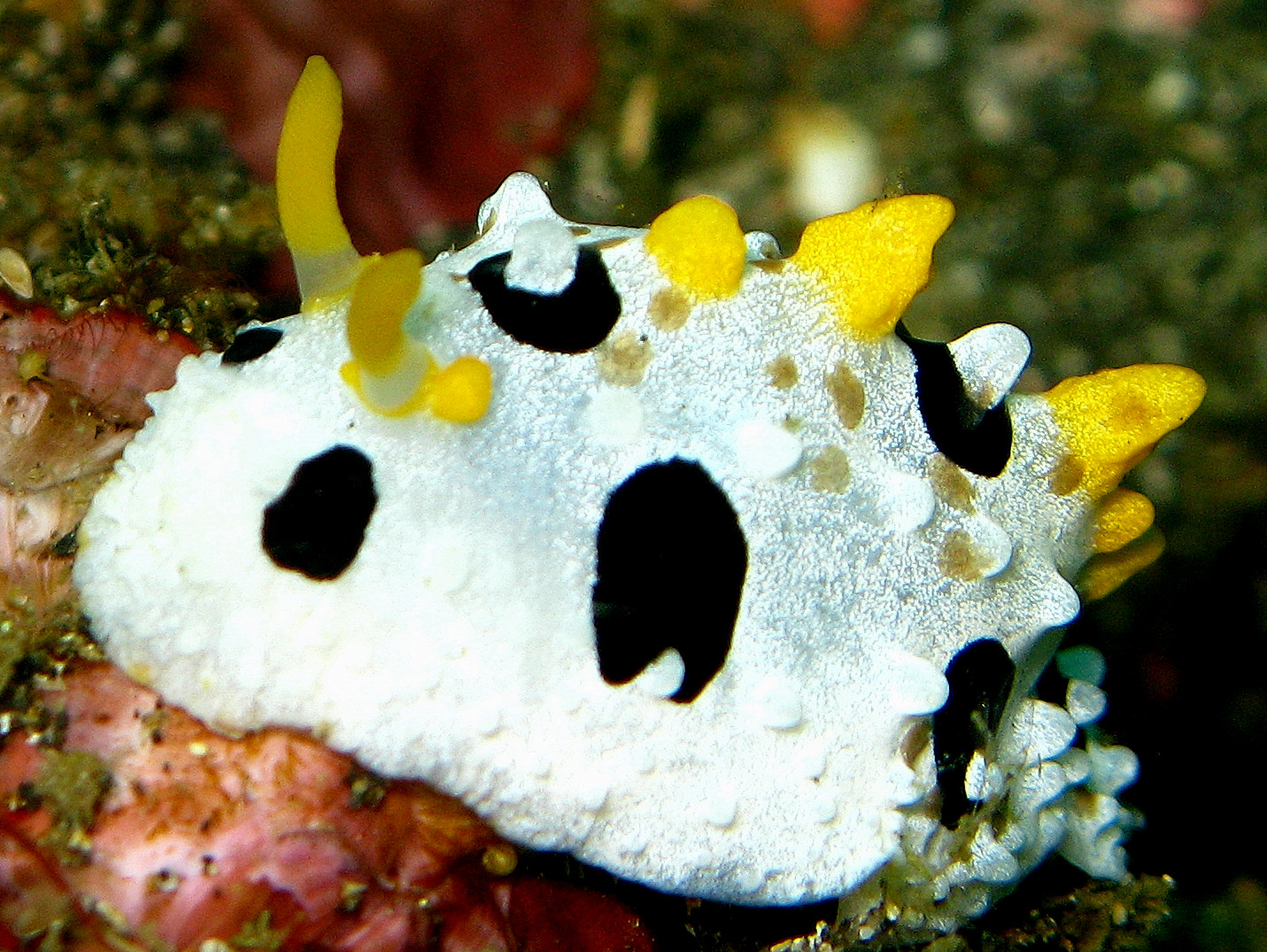
Phyllidia tula
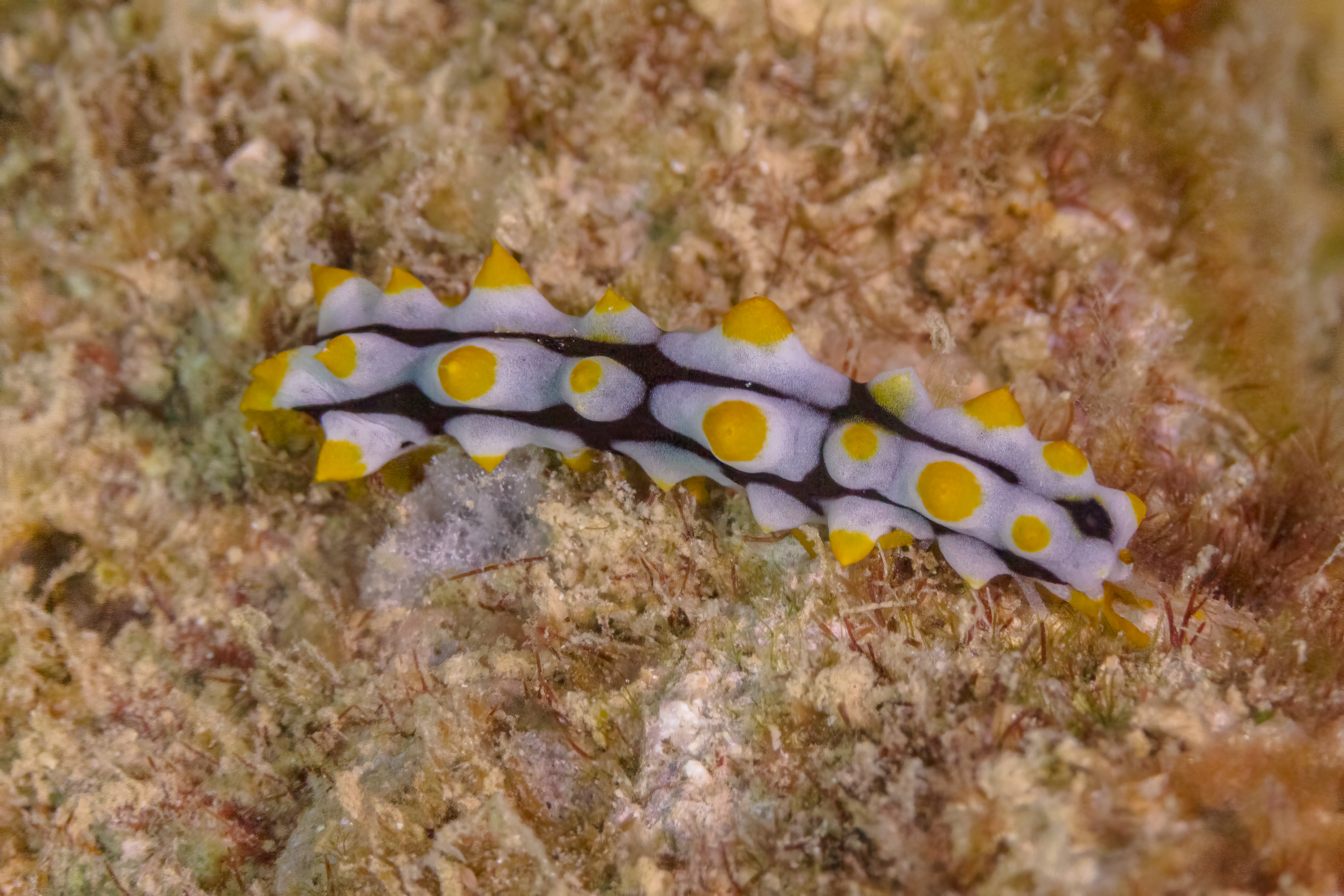
Phyllidia varicosa